# Загвізьдзе
Загвізьдзе (пол. Zagwiździe) — село в Польщі, у гміні Мурув Опольського повіту Опольського воєводства.
Населення — 819 осіб (2011).

## Демографія
Демографічна структура станом на 31 березня 2011 року:
|          | Загалом | Допрацездатний вік | Працездатний вік | Постпрацездатний вік |
| -------- | ------- | ------------------ | ---------------- | -------------------- |
| Чоловіки | 412     | 73                 | 284              | 55                   |
| Жінки    | 407     | 59                 | 249              | 99                   |
| Разом    | 819     | 132                | 533              | 154                  |